# Motta Camastra
Motta Camastra is een gemeente in de Italiaanse provincie Messina (regio Sicilië) en telt 868 inwoners (31-12-2004). De oppervlakte bedraagt 25,3 km², de bevolkingsdichtheid is 34 inwoners per km².
De volgende frazioni maken deel uit van de gemeente: Fondaco Motta e San Cataldo.

## Demografie
Motta Camastra telt ongeveer 417 huishoudens. Het aantal inwoners daalde in de periode 1991-2001 met 10,2% volgens cijfers uit de tienjaarlijkse volkstellingen van ISTAT.
| Jaar | Inwoneraantal |
| ---- | ------------- |
| 1991 | 965           |
| 2001 | 867           |

## Geografie
De gemeente ligt op ongeveer 423 m boven zeeniveau.
Motta Camastra grenst aan de volgende gemeenten: Antillo, Castiglione di Sicilia (CT), Francavilla di Sicilia, Graniti.